# Mansa bistriata
Mansa bistriata là một loài tò vò trong họ Ichneumonidae.